# كأس الاتحاد الأوروبي للسيدات 2003–04
كأس الاتحاد الأوروبي للسيدات 2003–04 (بالإنجليزية: 2003–04 UEFA Women's Cup)‏ هو الموسم الثالث من  دوري أبطال أوروبا للسيدات. أقيم خلال الفترة 1 يوليو 2003 وحتى 5 يونيو 2004، والذي يشرف على تنظيمه الاتحاد الأوروبي لكرة القدم، وكان عدد الأندية المشاركة فيه  41، وفاز فيه Umeå IK ‏.

## نتائج الموسم
| المركز | فريق     | لعب | ف | ت | خ | له | عليه | ف.أ | نقاط | ملاحظة |
| ------ | -------- | --- | - | - | - | -- | ---- | --- | ---- | ------ |
|        | Umeå IK ‏ |     |   |   |   |    |      |     |      |        |